# Homalopoma cordellensis
Homalopoma cordellensis är en snäckart som beskrevs av J. H. McLean 1996. Homalopoma cordellensis ingår i släktet Homalopoma och familjen turbinsnäckor. Inga underarter finns listade i Catalogue of Life.